# Pavelló de Ràdio Barcelona
El Pavelló de Ràdio Barcelona és una obra racionalista de Barcelona inclosa a l'Inventari del Patrimoni Arquitectònic de Catalunya.

## Descripció
Edifici situat a la muntanya del Tibidabo i actualment queda dins del recinte del Parc d'Atraccions del Tibidabo. És de planta rectangular i consta de planta baixa, un pis i coberta a doble vessant amb el carener paral·lel a la façana principal.
A la façana principal un alt mur fa de sòcol de l'edifici i al centre hi ha encastat un gran relleu de bronze obra d'Àngel Tarrach; aquest relleu es va fer com a homenatge a la República i l'acompanya una placa que diu "Per aquesta antena Francesc Macià deia al món que Catalunya esdevenia República". Dues escales arrenquen des d'aquest espai central cap els extrems en sentits oposats; la barana és un mur tancat en diagonal amb un esglaó al mig.
Un cop a dalt l'edifici queda una mica enretirat respecte al mur de tancament del sòcol creant un passadís entre ells; aquest està cobert per una marquesina d'obra, situada entre la planta baixa i el primer pis, aguantada per columnes llises. A la planta baixa hi ha una sèrie de grans finestres rectangulars, cobertes amb una reixa, que ocupen gairebé la totalitat del mur. A la planta superior les parets són de pavès. Els murs estan arrebossats i pintats de blanc sense cap decoració.

## Història
Radio Barcelona es va fundar l'any 1922 pels membres de l'Associació Nacional de Radiodifusió Josep Maria de Guillén-Garcia i Gómez, Royston Saint Noble, Eduard Rifà i Anglada, Eduard Solà i Guardiola i Pau Llorens. Va començar a emetre al 1924 des de la cúpula de l'Hotel Colón de Barcelona; la Direcció General de Comunicacions va assignar a l'estació la referència EAJ-1 (codis referents a Espanya, Telegrafia sense fils -AJ- i primera emissora autoritzada).
L'èxit aconseguit per l'emissora va fer que decidissin adquirir un equip més potent. Al 1926 van comprar una emissora de 2 quilovats i mig de potència en antena i 10 quilovats en el generador, que era la primera d'Europa en el seu gènere; estava fabricada per la International Western Electric de Nova York i va ser adquirida a la companyia Teléfonos Bell, S.A. aquest nou aparell en va instal·lar al Tibidabo, en uns terrenys cedits per l'Hotel Florida. Al mateix temps van canviar de lloc els estudis; la nova ubicació va ser a l'edifici del Tívoli (C. Casp, 12).
El fet de tenir les antenes al Tibidabo va fer necessari construir un edifici per les maquines i el projecte es va encarregar a Nicolau Maria Rubió i Tudurí. Malgrat se li atribuïa l'inici del projecte l'any 1922, el professor Antonio Pizza de Nanno a la seva Tesi Doctoral "Barcelona 1929-1936. Il Ponte incompinto dell'arditettura", defensa que en realitat és del 1929, tal com es pot veure en els plànols (on apareix la data 1929) i en el permís d'obres (tramitat en la mateixa data).
El Pavelló de Ràdio Barcelona contenia maquinària i transmissors, però també algunes sales per a recepcions i visites. Als interiors, ja perduts, s'hi podia observar una clara influència d'Adolf Loos.

## Emissions actuals
Actualment, la majoria d'emissores de Ràdio Barcelona emeten des del Pavelló de Ràdio Barcelona. Excepte Ser Catalunya (103.5 FM), que emet des de Collserola.
Emissores de Ràdio Barcelona que emeten des del Pavelló de Ràdio Barcelona al Tibidado:
| Emissora                                         | Freqüència |
| Radio Barcelona Cadena SER (ona mitjana)         | 666 AM     |
| Ràdio Barcelona Cadena SER (Freqüència modulada) | 96.9 FM    |
| Els 40 Classic                                   | 90.5 FM    |
| Els 40                                           | 93.9 FM    |
| Cadena Dial                                      | 99.4 FM    |
| Els 40 Dance                                     | 96.0 FM    |
| Els 40 Urban                                     | 104.2 FM   |